# Heavy metal canadien
Le heavy metal canadien désigne la culture et la musique heavy metal implantées au Canada. 

## Histoire

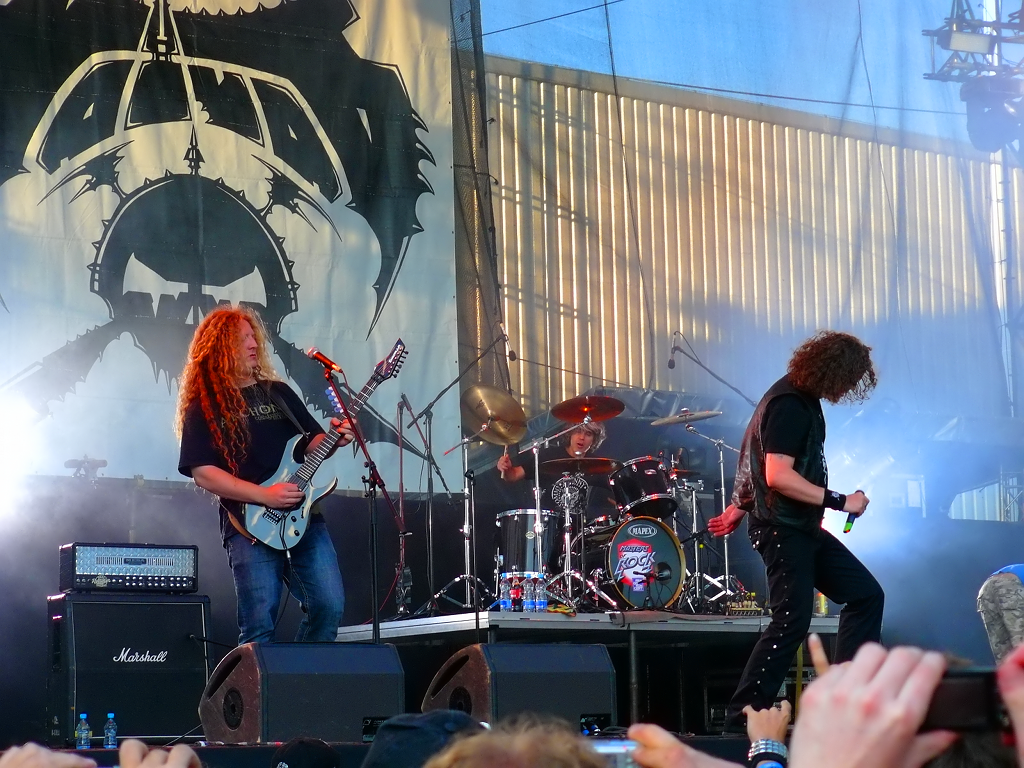
Voivod au festival Masters of Rock de Vizovice, en Tchéquie.

L'histoire du heavy metal canadien remonte à la fin des années 1960, et le Canada a produit des groupes de metal qui ont influencé et continuent d'influencer les groupes de metal jusqu'à aujourd'hui. En 1964, le groupe The Sparrows, basé à Toronto, est formé. Ce groupe change ensuite de nom pour devenir Steppenwolf, comprenant les Canadiens John Kay, Goldy McJohn et Jerry Edmonton. Le single du groupe Born to Be Wild, sorti en 1968, est le premier à utiliser le terme de « heavy metal » dans les paroles d'une chanson. 
En 1970, le groupe Warpig, originaire de Woodstock, en Ontario, sort son premier album de metal, qui, bien qu'il n'ait jamais atteint le succès grand public comme les autres groupes de heavy metal Black Sabbath et Blue Cheer, est devenu un favori culte de la scène doom metal. Certains des groupes de metal les plus populaires au Canada ont choisi de changer de style, passant du roots metal du début des années 1980 au glam metal qui s'est répandu à la fin des années 1980. Des groupes comme Helix, Kick Axe, Brighton Rock, Killer Dwarfs, Annihilator et Slik Toxik ont connu une popularité croissante au milieu des années 1980, en partie grâce à Much Music et MTV qui diffusaient leurs clips en rotation régulière.
La scène canadienne du death metal a produit des artistes dont la plupart sont basés au Québec. Des groupes comme Kataklysm, Cryptopsy, Quo Vadis, Gorguts, Despised Icon, Augury, Voivod, Martyr et Neuraxis ont une forte audience underground et sont signés par de grands labels indépendants. Dans les années 2000, le metal extrême canadien est mis en avant par le groupe Strapping Young Lad (avec Devin Townsend), de Vancouver, 3 Inches of Blood, le quatuor grindcore d'Ottawa Fuck the Facts, le groupe Into Eternity (originaire de Regina) et le groupe de metal progressif Protest the Hero. Certains groupes de black metal importants sont originaires de l'Ontario, notamment Woods of Ypres, Wolven Ancestry, Zogroth et Eclipse Eternal. Le groupe culte de black/death metal Blasphemy, formé en 1984 en Colombie-Britannique, est toujours en tournée bien qu'il n'ait pas sorti d'album studio depuis 1993. Le Canada possède une scène underground très forte dans des villes comme Vancouver, Winnipeg, Calgary, Toronto, Montréal et Québec. 
Au début des années 1980, Vancouver acquiert la réputation de « centre du metal au Canada ». Mais ce titre a été par la suite associé à Toronto, principalement en raison de l'intérêt international pour la scène heavy metal traditionnelle en plein essor qui a commencé à se manifester à la fin des années 2000. Toutefois, c'est Montréal, la capitale culturelle du Canada, qui a toujours été remarqué pour sa scène metal « de qualité », considérée comme un mélange entre Paris et New York.